# Kira Sugiyama
Pour les articles homonymes, voir Sugiyama.
Kira Sugiyama (杉山 吉良, Sugiyama Kira, 1910-1988) est un photographe japonais.